# Мадонна с красными херувимами
Мадонна с красными херувимами (итал. La Madonna dai Cherubini rossi) — картина выдающегося итальянского живописца венецианской школы периода кватроченто Джованни Беллини, на которой изображены Дева Мария со стоящим Младенцем и шестью херувимами красного цвета в облаках в верхней части картины. Произведение создано около 1485 года и представляет собой живопись маслом по дереву, на доске размером 77 × 60 см. В настоящее время хранится в Галерее Академии в Венеции.

## Композицияииконография
На переднем плане изображён каменный парапет, на котором покоится часть мафория (мантии) Мадонны. Священные образы Девы Марии и Младенца Иисуса представлены величественно на фоне теряющегося вдали пейзажа со следами человеческого присутствия, башнями, замками и устьем реки с маленькой лодкой. В ясном небе, которое светлеет по мере приближения к горизонту, как на рассвете, плывут облака. Над Девой изображён хор красных херувимов.
Мать и дитя внимательно смотрят друг на друга. Выражение их лиц и жесты демонстрируют заботу и умиление. Выразительно написаны руки Девы Марии. Тонко промоделированная светотень усиливает объёмность изображения, но не ослабляет роль контура и пирамидального силуэта Девы и Младенца.

## Датировка ипровенанс
Некоторые композиционные особенности, такие как положение Младенца на коленях Девы Марии и обмен взглядами Матери и ребёнка, позволяют датировать создание картины временем между 1485 и 1490 годами, вскоре после написания художником «Мадонны Альцано», которая считается её прототипом.
Самое раннее упоминание картины относится ко времени существования Большой скуолы Девы Марии Милосердной в Венеции (Scuola Grande di Santa Maria della Carità), здание и имущество которой, вместе с этой картиной, перешло к Галереи Академии в 1812 году. История картины до этого времени неизвестна. Вероятно, она была подарена скуоле одним из её членов.